# Vistrenque (IGP)
Pour la région, voir Vistrenque.
Le vistrenque, appelé vin de pays de la Vistrenque jusqu'en 2009, est un vin français d'indication géographique protégée (le nouveau nom des vins de pays) de zone, produit dans le département du Gard, en Languedoc-Roussillon, dans la région agricole de la Vistrenque. Néanmoins, son territoire de production dépasse largement la Vistrenque géographique.

## Histoire
La Vistrenque a accueilli des représentants des Hmongs, peuple d'Asie, qui se sont implantés comme exploitants agricoles.
Vin de pays le 4 septembre 1979.

## Situation géographique

### Orographie
La plaine est traversée par la Vistre dont la ripisylve est composée de formations boisées, buissonnantes et herbacées. Elle est barrée au Nord de garrigues qui atteignent entre 80 et 120 mètres.

### Climat
Ce terroir viticole bénéficie d'un climat méditerranéen. Les étés y sont fortement ensoleillés, chauds et secs. Les hivers y sont plutôt doux et humides. La moyenne des températures en été (23,7°) et l'ensoleillement (2700 heures par an) figurent parmi les plus élevés de France. Il est régulièrement exposé au mistral, qui souffle en violentes rafales l'hiver et tend à relativiser la douceur de ce dernier. En revanche, cette douceur est plus marquée lorsque souffle le vent marin de secteur sud, depuis le littoral.
Le mois le plus chaud est le mois de juillet. C'est également le mois comprenant la plus faible quantité de précipitations, avec moins de 26 mm. Le mois le plus froid est celui de janvier, avec une moyenne s'élevant à 6,3°. L'enneigement est quasi nul et n'excède jamais un maximum de 2 jours par an. Les années sans neige y sont régulières.
L'intersaison la plus redoutée est sans conteste l'automne, où des orages d'une grande brutalité peuvent éclater. En moyenne, plus de 130 mm de pluie s'abattent sur cette partie du département au mois d'octobre, mois ou la pluviométrie est la plus élevée.
| Mois                              | jan.  | fév.  | mars  | avril | mai   | juin  | jui.  | août  | sep.  | oct.  | nov.  | déc. | année   |
| --------------------------------- | ----- | ----- | ----- | ----- | ----- | ----- | ----- | ----- | ----- | ----- | ----- | ---- | ------- |
| Température minimale moyenne (°C) | 2,4   | 3,4   | 5,1   | 7,8   | 11,2  | 14,9  | 17,7  | 17,2  | 14,7  | 10,8  | 5,9   | 3    | 9,5     |
| Température moyenne (°C)          | 6,3   | 7,7   | 9,9   | 12,8  | 16,6  | 20,5  | 23,7  | 23    | 20    | 15,4  | 10    | 6,9  | 14,4    |
| Température maximale moyenne (°C) | 10,3  | 11,9  | 14,7  | 17,8  | 21,9  | 26,2  | 29,8  | 28,9  | 25,3  | 20    | 14    | 10,7 | 19,3    |
| Ensoleillement (h)                | 143,5 | 147,4 | 203,1 | 227,6 | 267,8 | 310,2 | 353,8 | 315,3 | 236,6 | 186,8 | 143,9 | 133  | 2 668,9 |
| Précipitations (mm)               | 67,7  | 70,7  | 55,9  | 59,2  | 60,9  | 38,6  | 25,3  | 51,6  | 66,8  | 131,9 | 69,2  | 64,1 | 761,9   |

## Vignoble

### Présentation
Ce type de vin peut être produit sur les communes d'Aigues-Vives, Aimargues, Codognan, Gallargues-le-Montueux, Le Cailar, Milhaud, Mus, Nîmes, Saint-Laurent-d'Aigouze, Uchaud, Vergèze et Vestric-et-Candiac

### Encépagement
Cépages rouges : grenache, cinsault, carignan, syrah, cabernet-sauvignon, cabernet-franc et merlot.
Cépages blancs : chardonnay, sauvignon blanc, vermentino et muscat.

### Vinification
C'est l'ensemble des opérations nécessaires à la transformation du moût (nom du jus de raisin) et à l'élaboration du vin. Certaines de ces opérations sont nécessaires, telle la fermentation alcoolique, et d'autres permettent d'affiner le profil du vin, tant au niveau aromatique (olfactif) que gustatif (goûts).

#### Vinification en rouge
La vinification en rouge consiste à faire un pressurage après que la fermentation est commencée. Pendant toute cette phase, le moût est en contact avec les matières solides de la vendange. Celles-ci sont très riches en tanins, matières colorantes, odorantes, minérales et azotées. Ces substances vont alors se dissoudre plus ou moins dans le moût et se retrouver dans le vin.
C'est la cuvaison pendant laquelle les sucres se transforment en alcool (fermentation alcoolique) et le jus se voit enrichi par les composants du moût. Plus la macération est longue, plus la coloration du vin sera intense. Se disolvent également les tanins, leur taux sera aussi fonction du temps de la cuvaison. Plus elle sera longue, plus les vins seront aptes à vieillir. Durant cette phase, se produit une forte élévation de la température. Celle-ci est de plus en plus contrôlée par la technique de maîtrise des températures.

#### Vinification en blanc
Dans la vinification en blanc la fermentation se déroule en dehors de tout contact avec les parties solides de la vendange (pépins, peaux du raisin, rafles). Ce qui explique que l'on peut faire indifféremment du blanc à partir de cépages blancs et rouges. Le but de cette vinification est de faire ressortir le maximum des arômes contenus d'abord dans le raisin, ensuite en cours de fermentation, enfin lors du vieillissement.
L'extraction du jus et sa séparation des parties solides peuvent être précédés par un éraflage, un foulage et un égouttage, pour passer ensuite au pressurage. Mais ces phases sont évités par nombre de vinificateurs pour éviter l'augmentation des bourbes. Le choix se porte sur une extraction progressive du jus puis un débourbage qui permet d'éliminer toute particule en suspension. Là aussi, encore plus que pour une vinification en rouge, s'impose la maîtrise des températures lors de la fermentation alcoolique. Elle se déroule entre 18 et 20 °C et dure entre 8 et 30 jours selon le type de vin désiré.

#### Vinification en rosé
La vinification en rosé se produit par mécération, limitée dans le temps, de cépages à pellicule noire avec possible ajout de cépages blancs. Le vin rosé n'a pas de définition légale. Mais ses techniques de vinification sont très strictes et n'autorisent en rien en Europe le mélange de vin rouge et blanc. La première se fait par saignée. C'est le jus qui s'égoutte sous le poids de la vendange - entre 20 et 25 % - et qui va macérer durant 3 à 24 heures. La seconde est le pressurage. Une vendange bien mûre pourra colorer le jus et sa vinification se fait en blanc. La troisième méthode implique une courte macération à froid. Puis sont assemblés jus de goutte (première méthode) et jus de presse (seconde méthode). Obtenu par ses trois types de vinification, où la maîtrise des températures est une nécessité, un vin rosé a une robe qui s'apparente à celle d'un vin rouge très clair, plus le fruit et la fraîcheur des vins blancs.